# Gotwand
Gotwand (perski: گتوند) – miasto w Iranie, w ostanie Chuzestan. W 2006 roku miasto liczyło 21 428 mieszkańców.